# Impianti sportivi coperti in Italia
La costruzione dei primi impianti sportivi coperti in Italia risale alla fine degli anni cinquanta del XX secolo, in concomitanza con i giochi della XVII Olimpiade assegnati a Roma. Tra i primi impianti a essere edificati figurano il Palazzo dello Sport all'EUR e il Palazzetto dello Sport lungo via Flaminia, entrambi nella Capitale.

## In uso
L'elenco che segue considera la capienza effettiva, comprensiva delle postazioni extra quali tribuna stampa, tribuna d'onore, postazioni per disabili, degli impianti coperti con almeno 2.000 posti.
| №   | Immagine | Nome impianto                               | Capienza effettiva       | Città                     | Club beneficiari                                                                                 | Inaugurazione                                                     |
| --- | -------- | ------------------------------------------- | ------------------------ | ------------------------- | ------------------------------------------------------------------------------------------------ | ----------------------------------------------------------------- |
| 1   |          | Palasport Olimpico                          | 15.657                   | Torino                    |                                                                                                  | 2005                                                              |
| 2   |          | Unipol Forum                                | 12.331                   | Assago                    | Pallacanestro Olimpia Milano                                                                     | 1990                                                              |
| 3   |          | Palazzo dello Sport                         | 11.500                   | Roma                      | Pallacanestro Virtus Roma (1983-2000), (2003-2011), (2018-2020)                                  | 1960                                                              |
| 4   |          | Vitrifrigo Arena                            | 12.323                   | Pesaro                    | Victoria Libertas Pallacanestro                                                                  | 1996                                                              |
| 5   |          | Unipol Arena                                | 10.000                   | Casalecchio di Reno       |                                                                                                  | 1993                                                              |
| 6   |          | Virtus Segafredo Arena                      | 10.000                   | Bologna                   | Virtus Pallacanestro Bologna                                                                     | 2020                                                              |
| 7   |          | PalaCalafiore                               | 8.450                    | Reggio Calabria           | Viola Reggio Calabria, SSD Sport Specialist Volley                                               | 1990                                                              |
| 8   |          | Palazzo a Vela                              | 8.244                    | Torino                    |                                                                                                  | 1961                                                              |
| 9   |          | Modigliani Forum                            | 8.033                    | Livorno                   | Polisportiva Libertas Livorno                                                                    | 2004                                                              |
| 10  |          | PalaSele                                    | 8.000                    | Eboli                     | Feldi Eboli                                                                                      | 2008                                                              |
| 11  |          | Nelson Mandela Forum                        | 7.800                    | Firenze                   | Pallacanestro Firenze                                                                            | 1985                                                              |
| 12  |          | Sparkasse Arena                             | 7.220                    | Bolzano                   | Hockey Club Bolzano                                                                              | 1994                                                              |
| 13  |          | PalaMaggiò                                  | 7.050                    | Caserta                   | Sporting Club Juvecaserta                                                                        | 1982                                                              |
| 14  |          | PalaTrieste                                 | 6.943                    | Trieste                   | Pallacanestro Trieste 2004, Società Ginnastica Triestina, Adriavolley e Virtus Pallavolo Trieste | 1999                                                              |
| 15  |          | PalaDesio                                   | 6.700                    | Desio                     | Pallacanestro Olimpia Milano, Pallacanestro Cantù                                                | 1992                                                              |
| 16  |          | PalaNesima                                  | 6.500                    | Catania                   | Saturnia Acicastello Meta Catania Calcio a 5                                                     | 2002                                                              |
| 17  |          | ChorusLife Arena                            | 6.500                    | Bergamo                   | Volley Bergamo 1991                                                                              | 2024                                                              |
| 18  |          | PalaFlorio                                  | 6.150                    | Bari                      | CUS Bari Pallacanestro                                                                           | 1980                                                              |
| 19  |          | PalaTupparello                              | 6.100                    | Acireale                  |                                                                                                  | 1990                                                              |
| 20  |          | PalaOlimpia                                 | 5.350                    | Verona                    | Scaligera Basket Verona, BluVolley Verona e Verona Calcio a 5                                    | 1986                                                              |
| 21  |          | Palasport Fondo Patti                       | 6.000                    | Palermo                   | Palermo Volley, Pallacanestro Ares Palermo                                                       | 1999                                                              |
| 22  |          | PalaGalassi                                 | 5.676                    | Forlì                     | Pallacanestro Forlì 2.015 e Volley Forlì                                                         | 1987                                                              |
| 23  |          | PalaDozza                                   | 5.570                    | Bologna                   | Fortitudo Pallacanestro Bologna 103 e Volley 2002 Forlì                                          | 1956                                                              |
| 24  |          | PalaBarbuto                                 | 5.500                    | Napoli                    | Napoli Basket                                                                                    | 2003                                                              |
| 25  |          | Palasport Mens Sana                         | 5.500                    | Siena                     | Mens Sana in Corpore Sano 1871, Mens Sana Basketball Academy e Emma Villas Volley                | 1976                                                              |
| 26  |          | 105 Stadium                                 | 5.500                    | Genova                    |                                                                                                  | 2003                                                              |
| 27  |          | Palalido                                    | 5.420                    | Milano                    | Powervolley Milano                                                                               | 1960                                                              |
| 28  |          | PalaVerde                                   | 5.344                    | Villorba                  | Imoco Conegliano, Universo Treviso Basket                                                        | 1983                                                              |
| 29  |          | Palasport Giacomo Del Mauro                 | 5.300                    | Avellino                  | Società Sportiva Felice Scandone, Pallavolo Atripalda                                            | 2008                                                              |
| 30  |          | PalaLeonessa                                | 5.250                    | Brescia                   | Basket Brescia Leonessa                                                                          | 1967                                                              |
| 31  |          | PalaTerme                                   | 5.196                    | Montecatini Terme         | MTVB Herons Basket, Montecatiniterme Basketball                                                  | 1991                                                              |
| 32  |          | Palasport Lino Oldrini                      | 5.107                    | Varese                    | Pallacanestro Varese                                                                             | 1964                                                              |
| 33  |          | PalaRossini                                 | 5.066                    | Ancona                    | Società Sportiva Sutor, Stamura Basket 1920 e Ancona Basket                                      | 1992                                                              |
| 34  |          | Palazzo Wanny                               | 5.000                    | Firenze                   | Azzurra Volley Firenze                                                                           | 2022                                                              |
| 35  |          | PalaPanini                                  | 5.000                    | Modena                    | Modena Volley                                                                                    | 1985                                                              |
| 36  |          | Palazzo dello Sport Maria Piantanida        | 5.000                    | Busto Arsizio             | Powervolley Milano e UYBA Volley                                                                 | 1997                                                              |
| 37  |          | PalaCatania                                 | 5.000                    | Catania                   | Pallavolo Catania, Meta Catania                                                                  | 1997                                                              |
| 38  |          | PalaBam                                     | 5.000                    | Mantova                   | Pallacanestro Mantovana                                                                          | 2005                                                              |
| 39  |          | PalaCattani                                 | 5.000                    | Faenza                    | Andrea Costa Imola Basket, Club Atletico Faenza Pallacanestro e Faventia Mercom                  | 1998                                                              |
| 40  |          | Biella Forum                                | 5.000                    | Biella                    | Pallacanestro Biella                                                                             | 2009                                                              |
| 41  |          | RDS Stadium                                 | 5.000                    | Rimini                    | Basket Rimini Crabs                                                                              | 2002                                                              |
| 42  |          | PalaMaggetti                                | 5.000                    | Roseto degli Abruzzi      | Roseto Sharks                                                                                    | 1978                                                              |
| 43  |          | Palasport Roberta Serradimigni              | 5.000                    | Sassari                   | Polisportiva Dinamo                                                                              | 1981                                                              |
| 44  |          | PalaGeorge                                  | 4.300                    | Montichiari               | Volley Millenium Brescia, Volley Montichiari                                                     | 1993                                                              |
| 45  |          | PalaRaschi                                  | 4.800                    | Parma                     |                                                                                                  | 1976                                                              |
| 46  |          | Palasport di San Rocco Castagnaretta        | 4.700                    | Cuneo                     | Piemonte Volley                                                                                  | 1992                                                              |
| 47  |          | PalaTerni                                   | 4.500                    | Terni                     |                                                                                                  | 2023                                                              |
| 48  |          | Palazzetto dello Sport                      | 4.000                    | Monza                     | Volley Milano, Unione Sportiva Pro Victoria Pallavolo Monza                                      | 2003                                                              |
| 49  |          | PalaBigi                                    | 4.530                    | Reggio Emilia             | Pallacanestro Reggiana, Juvenilia Reggio Emilia, Pallavolo Reggio Emilia, Volley Cavriago, Kaos  | 1968                                                              |
| 50  |          | PalaBaldinelli                              | 4.500                    | Osimo                     | Polisportiva Filottrano Pallavolo                                                                |                                                                   |
| 51  |          | PalaAcer                                    | 4.500                    | Priolo Gargallo           | Libertas Trogylos Basket                                                                         | 1988                                                              |
| 52  |          | PalaShark                                   | 4.490                    | Trapani                   | Trapani Shark                                                                                    | 1991                                                              |
| 53  |          | Palazzetto dello Sport Gianni Asti          | 4.446                    | Torino                    | Auxilium Pallacanestro Torino e PMS Basketball                                                   | 1961                                                              |
| 54  |          | Hangar                                      | 4.400                    | Pesaro                    |                                                                                                  |                                                                   |
| 55  |          | Palazzetto dello Sport                      | 4.370                    | Andria                    | Pallavolo Andria, Futsal Andria e Olimpia basket Andria                                          | 1993                                                              |
| 56  |          | PalaGuerrieri                               | 4.050                    | Fabriano                  | Fabriano Basket                                                                                  | 1986                                                              |
| 57  |          | Zoppas Arena                                | 4.000, 5000 con parterre | Conegliano                |                                                                                                  | 2008                                                              |
| 58  |          | PalaSavelli                                 | 4.000                    | Porto San Giorgio         | Poderosa Pallacanestro Montegranaro                                                              | 1987                                                              |
| 59  |          | Palasport di Genova                         | 4.000                    | Genova                    |                                                                                                  | 1962                                                              |
| 60  |          | PalaCivitanova                              | 4.000                    | Civitanova Marche         | Lube Volley                                                                                      | 2015                                                              |
| 61  |          | PalaTerdoppio                               | 4.000                    | Novara                    | Igor Novara Volley                                                                               | 2007                                                              |
| 62  |          | PalaCarrara                                 | 4.000                    | Pistoia                   | Pistoia Basket 2000                                                                              | 1988                                                              |
| 63  |          | PalaAgorà                                   | 4.000                    | Milano                    | Hockey Milano Rossoblu                                                                           | 1987                                                              |
| 64  |          | PalaRescifina                               | 5.000+2000               | Messina                   | Futsal Messina                                                                                   | 2000                                                              |
| 65  |          | PalaTrento                                  | 4.000                    | Trento                    | Trentino Volley, Aquila Basket Trento, Trentino Rosa                                             | 2000                                                              |
| 66  |          | Palasport San Lazzaro                       | 3.916                    | Padova                    | Pallavolo Padova                                                                                 | 1987                                                              |
| 67  |          | Palasport Pianella                          | 3.910                    | Cantù                     | Pallacanestro Cantù                                                                              | 1974                                                              |
| 68  |          | Palazzetto Polifunzionale                   | 3.898                    | Vigevano                  | Pallacanestro Vigevano                                                                           | 2010                                                              |
| 69  |          | PalaCarnera                                 | 3.850                    | Udine                     | Associazione Pallacanestro Udinese e Libertas Sporting Club Udine                                | 1970                                                              |
| 70  |          | PalaEvangelisti                             | 5.000                    | Perugia                   | Perugia Basket, Pallavolo Sirio Perugia, Umbria Volley                                           | 1984                                                              |
| 71  |          | PalaMinardi                                 | 3.800                    | Ragusa                    | Virtus Eirene Ragusa                                                                             | 1998                                                              |
| 72  |          | PalaSind                                    | 3.800                    | Bassano del Grappa        | Luparense Calcio a Cinque, Hockey Bassano e Asiago Vipers                                        | 1992                                                              |
| 73  |          | PalaBanca                                   | 3.800                    | Piacenza                  | Pallavolo Piacenza, River Volley e Unione Cestistica Piacentina                                  | 2005                                                              |
| 74  |          | PalaMangano                                 | 3.500                    | Scafati                   | Scafati Basket                                                                                   | 2001                                                              |
| 75  |          | Carisport                                   | 3.608                    | Cesena                    | Cesena Basket e Pallavolo Cesena                                                                 | 1985                                                              |
| 75  |          | PalaScapriano                               | 3.559                    | Teramo                    | Teramo Basket e Penta Basket Teramo                                                              | 1980                                                              |
| 76  |          | PalaSojourner                               | 3.550                    | Rieti                     | Sebastiani Basket Club Rieti                                                                     | 1974                                                              |
| 77  |          | PalaDisfida                                 | 3.540                    | Barletta                  | Cestistica Barletta, Barletta Calcio a Cinque, Futsal BAT ed Eraclio Calcio a 5                  | 2004                                                              |
| 78  |          | PalaPentassuglia                            | 3.534                    | Brindisi                  | New Basket Brindisi e Assi Basket Ostuni                                                         | 1981                                                              |
| 79  |          | PalaFerraris                                | 3.510                    | Casale Monferrato         | Junior Libertas Pallacanestro                                                                    | 1996                                                              |
| 80  |          | Palasport Taliercio                         | 3.509                    | Mestre                    | Basket Mestre 1958, Reyer Venezia Mestre e Reyer Venezia Mestre Femminile                        | 1978                                                              |
| 81  |          | PalaFantozzi                                | 3.508                    | Capo d'Orlando            | Orlandina Basket                                                                                 | 2001                                                              |
| 82  |          | PalaSport "San Carlo"                       | 4.000                    | Marsala                   |                                                                                                  | 1991 (ristrutturato e riaperto dopo 13 anni di chiusura nel 2019) |
| 83  |          | Palazzetto dello Sport                      | 3.500                    | Roma                      | Roma Volley Club e Club Italia                                                                   | 1960                                                              |
| 84  |          | PalaMacchia                                 | 3.500                    | Livorno                   | Libertas Liburnia Basket Livorno e Women Basketball Livorno                                      | 1976                                                              |
| 85  |          | PalaCoccia                                  | 3.500                    | Veroli                    | Basket Veroli e Sora volley                                                                      | 2018                                                              |
| 86  |          | PalaPansini                                 | 3.350                    | Giovinazzo                | AFP Giovinazzo e Gruppo Sportivo Calcio a 5 Giovinazzo                                           | 1984                                                              |
| 87  |          | Pala De André                               | 3.320                    | Ravenna                   | Gruppo Sportivo Robur Angelo Costa                                                               | 1990                                                              |
| 88  |          | PalaBasento                                 | 3.234                    | Potenza                   | -                                                                                                |                                                                   |
| 89  |          | PalaMaiata                                  | 3.200                    | Vibo Valentia             | Polisportiva                                                                                     | 2012                                                              |
| 90  |          | Palasport Flaminio                          | 3.118                    | Rimini                    | Rinascita Basket Rimini                                                                          | 1977                                                              |
| 91  |          | PalaMazzola                                 | 3.100                    | Taranto                   | Taranto Cras Basket e Prisma Volley                                                              | 2004                                                              |
| 92  |          | Palasport di Ferrara                        | 3.100                    | Ferrara                   | Basket Club Ferrara                                                                              | 1982                                                              |
| 93  |          | PalaBotteghelle                             | 3.000                    | Reggio Calabria           | Viola Reggio Calabria, Polisportiva Pro Reggina 97 e Hockey Rhegium Club                         | 1983                                                              |
| 94  |          | Palazzetto dello Sport                      | 3.000                    | Cisterna di Latina        | Cisterna Volley                                                                                  | 2018                                                              |
| 95  |          | PalaGreco                                   | 3.000                    | Catanzaro                 |                                                                                                  |                                                                   |
| 96  |          | Palazzetto dello Sport (Sansepolcro)        | 2.500                    | Crotone                   | A.S.D. Accademia Karate Crotone, New Team 2000, Pallamano Crotone e A.S. Pallavolo Crotone       | 1998                                                              |
| 97  |          | PalaMilone                                  | 3.000                    | Crotone                   | Calcio a 5 Kroton                                                                                | 2003                                                              |
| 98  |          | PalAlberti                                  | 3.500                    | Barcellona Pozzo di Gotto | Basket Barcellona                                                                                | 1997                                                              |
| 99  |          | Palasport Mario Radi                        | 3.519                    | Cremona                   | Guerino Vanoli Basket                                                                            | 1980                                                              |
| 100 |          | PalaBrillia                                 | 3.023                    | Corigliano-Rossano        | Volley Corigliano Nuova Fabrizio Calcio a 5                                                      | 2011                                                              |
| 101 |          | PalaFacchetti                               | 2.880                    | Treviglio                 | Blu Basket 1971 (fino al 2024), Treviglio Brianza Basket e Volley Bergamo                        | 1996                                                              |
| 102 |          | PalaSavena                                  | 2.700                    | San Lazzaro di Savena     | Zinella Volley Bologna e Bologna United Handball                                                 |                                                                   |
| 103 |          | Palazzetto dello sport "Città di Frosinone" | 2.640                    | Frosinone                 | Veroli Basket, IHF Volley, Argos Volley                                                          | 2007                                                              |
| 104 |          | PalAmico                                    | 2.600                    | Castelletto sopra Ticino  | Pallacanestro Lago Maggiore                                                                      | 2005                                                              |
| 105 |          | Palasport Livio Romare                      | 2.600                    | Schio                     | Pallacanestro Femminile Schio                                                                    | 1988                                                              |
| 106 |          | Spes Arena                                  | 2.600                    | Belluno                   | Pallamano Belluno                                                                                | 2008                                                              |
| 107 |          | PalaDolmen                                  | 2.500                    | Bisceglie                 | Lions Basket e Bisceglie Calcio a 5                                                              | 1997                                                              |
| 108 |          | Centro sportivo San Filippo                 | 2.500                    | Brescia                   | Brescia Calcio, Basket Brescia Leonessa, Tennis Futura Team e Pallamano Leonessa Brescia         | 1976                                                              |
| 109 |          | PalaGallo                                   | 2.500                    | Catanzaro                 | Catanzaro Futsal                                                                                 | 1984                                                              |
| 110 |          | PalaGiglia                                  | 2.500                    | Favara                    |                                                                                                  | 2000                                                              |
| 111 |          | PalaBianchini                               | 2.500                    | Latina                    | Latina Basket, Top Volley e Latina Calcio a 5                                                    | 1975                                                              |
| 112 |          | PalaLivatino                                | 2.500                    | Gela                      | Top Volley Gela                                                                                  | 2009                                                              |
| 113 |          | Palasport Giovanni Paolo II                 | 2.500                    | Pescara                   | Pescara Calcio a 5                                                                               |                                                                   |
| 114 |          | PalaTagliate                                | 2.500                    | Lucca                     | Pallacanestro Lucca                                                                              |                                                                   |
| 115 |          | Palasport Falcone e Borsellino              | 2.500                    | San Severo                | Cestistica San Severo                                                                            | 1991                                                              |
| 116 |          | PalaValentia                                | 2.500                    | Vibo Valentia             | Callipo Sport                                                                                    | 2004                                                              |
| 117 |          | PalaTricalle Sandro Leombroni               | 2.400                    | Chieti                    | Pallacanestro Chieti e Pallavolo Teatina Chieti                                                  | 1984                                                              |
| 118 |          | PalaPirastu                                 | 2.266                    | Cagliari                  | Dinamo Academy Cagliari, Olimpia Cagliari e Pirates Accademia Basket                             | 1969                                                              |
| 119 |          | Palasport Fontescodella                     | 2.200                    | Macerata                  |                                                                                                  |                                                                   |
| 120 |          | PalaMalè                                    | 2.200                    | Viterbo                   | Stella Azzurra Viterbo, Ants Viterbo e Tuscania Volley                                           | 1983                                                              |
| 121 |          | PalaPratizzoli                              | 2.000                    | Fidenza                   | Pallacanestro Fulgor Fidenza 2014                                                                | 2000                                                              |
| 122 |          | PalaCesaroni                                | 2.000                    | Genzano di Roma           | Ecocity Genzano                                                                                  |                                                                   |
| 123 |          | PalaElettra                                 | 2.000                    | Pescara                   |                                                                                                  |                                                                   |
| 124 |          | PalaRuggi                                   | 2.000                    | Imola                     | Andrea Costa Imola Basket e Virtus Imola                                                         | 1970                                                              |
| 125 |          | PalaCampanara                               | 2.000                    | Pesaro                    | Robursport Volley Pesaro                                                                         |                                                                   |
| 126 |          | PalaJonio                                   | 2.000                    | Augusta                   | Polisportiva Dilettantistica Megara Augusta                                                      |                                                                   |
| 127 |          | PalaGrotte                                  | 2.000                    | Castellana Grotte         |                                                                                                  |                                                                   |
| 128 |          | PalaMangano                                 | 2.000                    | Palermo                   | Pallacanestro Ares Palermo                                                                       | 1999                                                              |
| 129 |          | PalaBarsacchi                               | 2.000                    | Viareggio                 | Vela Viareggio, CGC Viareggio e SPV Viareggio                                                    | 1970                                                              |
| 130 |          | PalaTracuzzi                                | 2.000                    | Messina                   | Giuseppe Rescifina Messina                                                                       | 1983                                                              |
| 131 |          | PalaPadua                                   | 2.000                    | Ragusa                    | Nova Virtus Ragusa                                                                               | 1986                                                              |
| 132 |          | Palaindoor                                  | 2.000                    | Ancona                    | Atletica leggera                                                                                 | 2005                                                              |
| 133 |          | PalaChiarbola                               | 2.000                    | Trieste                   | Pallamano Trieste                                                                                | 1970                                                              |

## In costruzione o ristrutturazione
- Palaitalia di Milano (16.000 posti a sedere)
- Nuovo Palasport di Napoli[32] (14.000 posti)
- Bosco dello Sport Mestre (10.000 posti)
- New Arena di Brindisi (7.000 posti)
- Nuovo Palasport di Cantù (ampliamento a 5.750 posti);

## Impianti demoliti
- Palazzetto dello sport di Bergamo (2.250 posti a sedere), 1965-2023